# EXILE LIVE TOUR 2009 "THE MONSTER"
『EXILE LIVE TOUR 2009 "THE MONSTER"』（エグザイル ライブ ツアー にせんきゅう ザ モンスター）は、EXILEの5枚目のライブ・ビデオである。2009年10月28日にrhythm zoneから発売。

## 概要
2009年5月から8月にかけて行われ、全国10カ所34公演で約50万人を動員したツアー『EXILE LIVE TOUR 2009 "THE MONSTER"』から横浜アリーナでの公演を収録。
5月24日の広島公演でメンバーのKEIJIがアキレス腱を断裂しツアーを離脱したため、13人でのライブ映像となる。

## 収録曲

### Disc 1
1. THE NEXT DOOR
2. INCREDIBLE POWER
3. Someday
4. SUMMER TIME LOVE
5. SUPER SHINE
6. 時の描片 〜トキノカケラ〜
7. 優しい光
8. 変わらないモノ
9. Lovers Again
10. FREAKOUT!
11. GENERATION
12. Ti Amo
13. Pure

### Disc 2
1. Everything
2. WON'T BE LONG
3. Choo Choo TRAIN
4. 銀河鉄道999
5. ENCORE：24karats
6. ENCORE：愛すべき未来へ
7. ENCORE：Love, Dream & Happiness